# Karncza Góra
Karncza Góra (niem. Kentschkau, a od 1937 Keltingen) – dawna wieś w Polsce, położona w województwie dolnośląskim, w powiecie wrocławskim, w gminie Kąty Wrocławskie.

## Nazwa wsi
Nazwa Karncza Góra jest nazwą dzierżawczą i pochodzi od nazwy osobowej Karnek, oznaczającej kogoś o okaleczonym uchu lub nosie. W różnych średniowiecznych dokumentach wystawianych od XII do XIV wieku nazwa wsi ulegała stopniowo zmianom od pierwotnej postaci Carnchagora, poprzez Cansgor do Kanczgo, stąd ukształtowała się później niemiecka nazwa Kentschkau, czasem też używana w postaci Kentschke. Tak ukształtowaną niemiecką nazwę niektórzy niemieccy badacze jak np. Paul Hefftner na początku XX wieku błędnie interpretowali jako wywodzącą się od nazwy osobowej Kędziora. W 1937 roku, w ramach akcji usuwania słowiańsko brzmiących nazw topograficznych na Śląsku, nazwę wsi zmieniono na Keltingen. Po 1945 roku, przez pewien krótki okres, obowiązywała polska nazwa Kęczków, ostatecznie nazwa Karncza Góra weszła w życie na początku roku 1948.

## Geografia
Dawna wieś Karncza Góra była ulicówką położoną na podłużnym wzgórzu o wysokości bezwzględnej 128 m n.p.m., wznoszącym się ponad otaczającą je równinę na wysokość 8 metrów. Od południa i zachodu wieś sąsiadowała ze Smolcem i Krzeptowem, a od wschodu i północy wieś otaczały Strachowice i Muchobór Wielki – wsie, które po II wojnie światowej zostały przyłączone do Wrocławia. Na zachód od wsi znajdował się cmentarz. Miejsce po cmentarzu znajduje się obecnie w granicach Wrocławia, pozostałe tereny dawnej wsi mieszczą się w granicach gminy Kąty Wrocławskie. Obecnie teren Karnczej Góry należy do wrocławskiego lotniska im. Mikołaja Kopernika i ma charakter obszaru zamkniętego.

## Historia
Pierwsza wzmianka o wsi pochodzi z wystawionej w dniu 23 kwietnia 1155 roku bulli wrocławskiej, Karncza Góra jest w niej wymieniona pośród nazw kilkudziesięciu innych wsi należących do biskupa wrocławskiego pod nazwą Carnchagora. Po raz drugi wieś Karncza Góra wymieniona jest dziewięćdziesiąt lat później w bulli papieża Innocentego IV, wystawionej w dniu 9 sierpnia 1245 roku. Przez większą część swojej historii wieś była własnością kapituły katedralnej we Wrocławiu, a po sekularyzacji dóbr kościelnych stała się własnością państwa. Pod koniec XVIII wieku wieś liczyła 12 domostw zamieszkiwanych przez 64 mieszkańców oraz jedną karczmę i jedno wolne sołectwo. 
W roku 1802 wieś zamieszkiwało 3 kmieci, 2 zagrodników, 5 chałupników, karczmarz i sołtys.
W roku 1830 Karnczą Górę zamieszkiwało 121 osób, z czego 49 było ewangelikami, a reszta katolikami. Piętnaście lat później, w roku 1845 we wsi mieszkało 155 osób, w tym 40 katolików; zabudowę wsi stanowiło 16 domów, wolne sołectwo i gorzelnia, wśród mieszkańców było dwóch szewców i jeden przekupień. Katolicy korzystali z kościoła w Muchoborze Wielkim, a ewangelicy z kościoła w Jerzmanowie. W roku 1887 wieś zamieszkiwało 245 osób – 195 ewangelików, 41 katolików i 9 żydów. W jednym z ostatnich spisów ludności w Niemczech przed końcem II wojny światowej, na początku 1941 roku, we wsi naliczono 135 mieszkańców. Zniszczone w 1945 roku zabudowania wsi nie zostały zasiedlone, a samą wieś zlikwidowano; powodem takiej decyzji władz były plany powiększenia wojskowego lotniska na Strachowicach, leżącego w bezpośrednim sąsiedztwie wsi.

## Zabytki

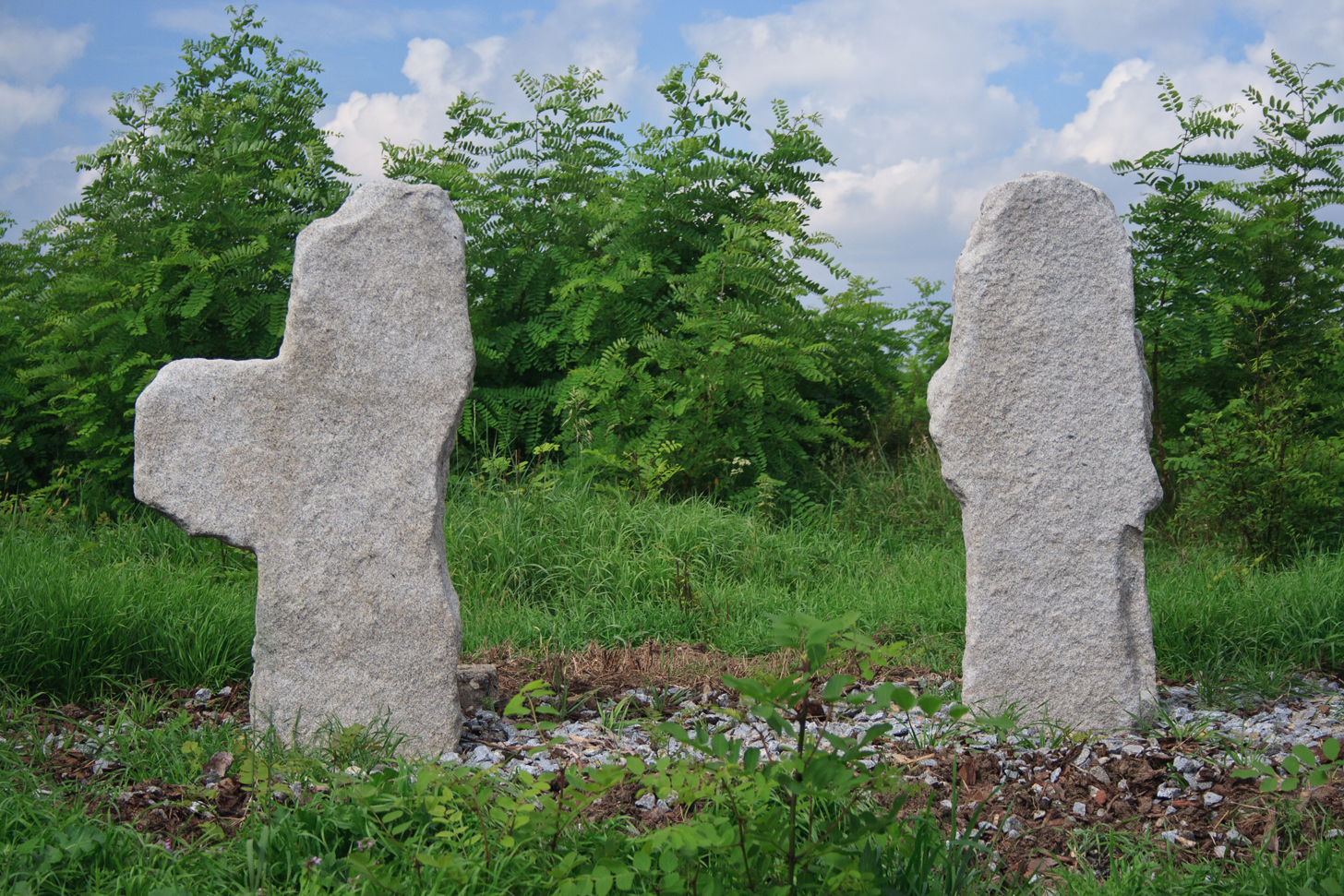
Krzyże kamienne widziane z ulicy Żwirki i Wigury na Muchoborze Wielkim

Jedyną pozostałością po wsi Karncza Góra są dziś dwa granitowe krzyże, stojące przy drodze prowadzącej z Wrocławia do Smolca, w miejscu gdzie znajdował się cmentarz wsi. Według pomiarów dokonanych przed wojną pierwszy z nich miał 1,6 m wysokości, 0,65 m szerokości i 0,14 m grubości, a drugi 1,9 m wysokości, 0,38 m szerokości i 0,14 m grubości. Aktualnie oba krzyże wystają 1,33 m nad ziemię.   Oba krzyże są uszkodzone; jeden ma urwane ramię, a drugi oba ramiona. Krzyże te przez długi czas uznawane były za zaginione, odkryto je dopiero w roku 1994 w czasie porządkowania terenu lotniska. Pięć lat później jeden z nich został złamany, wprawdzie udało się go skleić i wzmocnić, jednak nie uchroniło go to przed kolejnym uszkodzeniem w roku 2011. Wkrótce po tym zdarzeniu oba krzyże zostały zabrane i poddane gruntownej konserwacji w specjalistycznej pracowni konserwatorskiej, ponowne ustawienie obu krzyży miało miejsce w dniu 13 maja 2011 roku. Obok krzyży umieszczono tabliczkę informacyjną nawiązującą do legendy, że są to tzw. krzyże pokutne o treści: „Legenda głosi, że: W tym oto miejscu 1514 Roku Bożego 4 dnia sierpnia na wysokiej drodze ograbił i zabił dwoje kupców czeskich Jan z Kętrznik. Pokutę czyniąc własnym sumptem te dwa krzyże postawił”. Prace związane z konserwacją sfinansował zarząd portu lotniczego Wrocław.